# Adil Rami
Adil Rami (arabisch عادل رامي; * 27. Dezember 1985 in Bastia) ist ein ehemaliger französischer Fußballspieler. Er stand zuletzt bis Sommer 2023 beim ES Troyes AC unter Vertrag und gewann 2018 mit der französischen Nationalmannschaft die Weltmeisterschaft in Russland.

## Karriere

### In seinen Vereinen
Der auf Korsika geborene Rami kam als Sechsjähriger mit seinen Eltern an die südfranzösische Mittelmeerküste; dort schloss er sich bald der Étoile Sportive Fréjus an, in deren Amateurelf er später meist auf der zentralen Defensivposition spielte, nachdem er sich zuvor auf sämtlichen Posten – einschließlich desjenigen des Torwarts – versucht hatte.
Von dort holte ihn 2006 der OSC Lille, für dessen Erstligamannschaft er ab Ende der Saison 2006/07 regelmäßig zum Einsatz kam. Inzwischen hat Rami, dessen Trainer Rudi Garcia ihn als „enorm wissbegierig, lernfähig und fleißig“ bezeichnet, über 100 Pflichtspiele in Frankreichs höchster Liga, im Landes- sowie im Europapokal absolviert und gerät auch zunehmend als Torschütze in den Blickpunkt.
In der Winterpause 2010/11 verpflichtete der FC Valencia Rami, lieh ihn jedoch umgehend an den abgebenden Verein aus, sodass Rami bis zum Ende der Saison weiterhin in Lille spielte. Dort gelang ihm zum Abschluss das Double aus Meisterschaft und Pokalgewinn.
Anschließend kam er auch bei Valencia regelmäßig zum Einsatz. Nach zwei Jahren in der Primera División kritisierte er seinen Trainer Miroslav Đukić und mehrere Mitspieler öffentlich so heftig, dass ein Bruch unvermeidlich wurde. Mitte Oktober 2013 lieh der Verein Rami zum 1. Januar 2014 in die italienische Serie A an den AC Mailand aus. Er nahm allerdings sofort das Training bei den Italienern auf. Sein Debüt feierte Rami am 6. Januar 2014, als er beim 3:0-Sieg gegen Atalanta Bergamo in der 83. Spielminute für Cristián Zapata eingewechselt wurde. Zur Saison 2014/15 wurde Rami fest verpflichtet. Er unterschrieb einen Vertrag bis zum 30. Juni 2017.
Zur Saison 2015/16 wechselte Rami zum FC Sevilla, ehe er zwei Jahre später nach Südfrankreich – zu Olympique Marseille – zurückkehrte.
Am 13. August 2019 wurde bekannt, dass der Vertrag Ramis durch Olympique Marseille aufgelöst wurde. Er hatte an der Fernsehsendung Fort Boyard teilgenommen, obwohl er sich beim Verein als verletzt gemeldet hatte. Ende August 2019 schloss Rami mit Fenerbahçe Istanbul einen Vertrag über ein Jahr mit einer Verlängerungsoption für ein weiteres Jahr. Dort stand er zwar bei den meisten Spielen im Kader. Tatsächlich spielte er aber nur bei einem Spiel in der Liga sowie sechs Pokalspielen.
Im Februar 2020 wurde der Vertrag mit Istanbul aufgelöst. Rami wechselte zum russischen Verein FK Sotschi und unterschrieb dort einen Vertrag bis zum Ende der Saison. Nach Ablauf des Vertrages verließ er Russland wieder und schloss sich Boavista Porto an. Dort absolvierte er in einem Jahr 22 Ligaspiele und wechselte im Anschluss zu ES Troyes AC. Für Troyes absolvierte er in den folgenden 2 Jahren 37 Ligaspiele und trug dabei auch teilweise die Kapitänsbinde. Im Sommer 2023 lief sein Vertrag in Frankreich aus.

### In der Nationalmannschaft

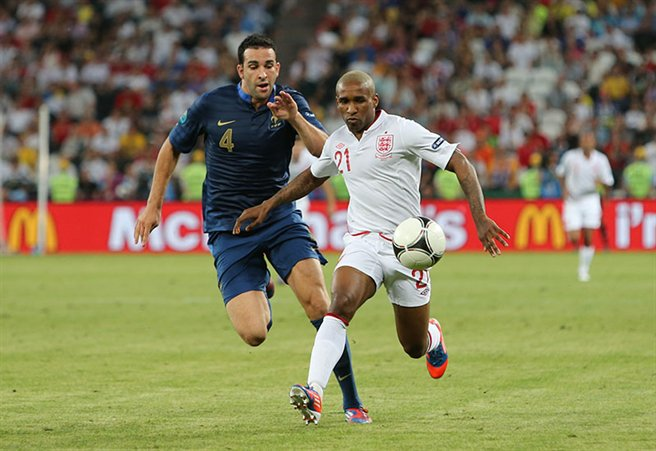
Rami im Laufduell mit Jermain Defoe, EM-Gruppenspiel gegen England am 11. Juni 2012 (Endstand 1:1).

Adil Rami, der aufgrund seines marokkanischen Migrationshintergrunds bereits mehrfach vom dortigen Fußballverband zu Trainingslagern eingeladen worden war, wurde 2009 erstmals in den Kader der französischen A-Nationalmannschaft berufen, spielte dann aber nur mit der B-Elf (in Frankreich Équipe A’ genannt) gegen Mali. Trainer Raymond Domenech berief ihn im März 2010 erneut in das Aufgebot; im Spiel gegen Spanien kam er allerdings gleichfalls noch nicht zum Einsatz. Im Mai 2010 wurde Rami in den vorläufigen Kader zur Fußball-Weltmeisterschaft 2010 berufen. Bei der erforderlichen Reduzierung am 17. Mai strich Domenech den Defensivspieler jedoch wieder. Dafür stand er beim Debüt des Domenech-Nachfolgers Laurent Blanc am 11. August 2010 gegen Norwegen sogar in der Startformation und bildete anschließend in nahezu sämtlichen Begegnungen der Bleus gemeinsam mit Philippe Mexès die neue Innenverteidigung. Im Mai 2012 erzielte er gegen Island seinen ersten Treffer für Frankreich. Rami stand im Aufgebot für die Europameisterschaft 2012 und wurde dort in sämtlichen Spielen eingesetzt. Der Trainerwechsel von Blanc zu Didier Deschamps bedeutete für Rami eine rund halbjährige Pause im Nationaltrikot, ehe er im Februar 2013 wieder Berücksichtigung fand.
Bei der Fußball-Europameisterschaft 2016 im eigenen Land wurde er in das französische Aufgebot aufgenommen und bestritt alle drei Gruppenspiele. Gegen Albanien bereitete er das 1:0 in der Nachspielzeit vor. Gegen die Schweiz bekam er seine erste Gelbe Karte und im Achtelfinale gegen Irland wurde er ein zweites Mal verwarnt. Damit war er für das Viertelfinale gesperrt und wurde auch danach nicht mehr eingesetzt. Das Team kam bis ins Endspiel, wo es gegen Portugal unterlag.
Im Mai 2018 wurde Rami von Trainer Deschamps in den Kader für die Fußball-Weltmeisterschaft 2018 in Russland berufen. Dort kam er als einziger französischer Feldspieler nicht zum Einsatz, trat nach dem gewonnenen Finale am 15. Juli 2018 aus der Nationalmannschaft zurück – und stand im November desselben Jahres bei seinem 36. Länderspiel dennoch sogar wieder in der Startelf.

## Erfolge

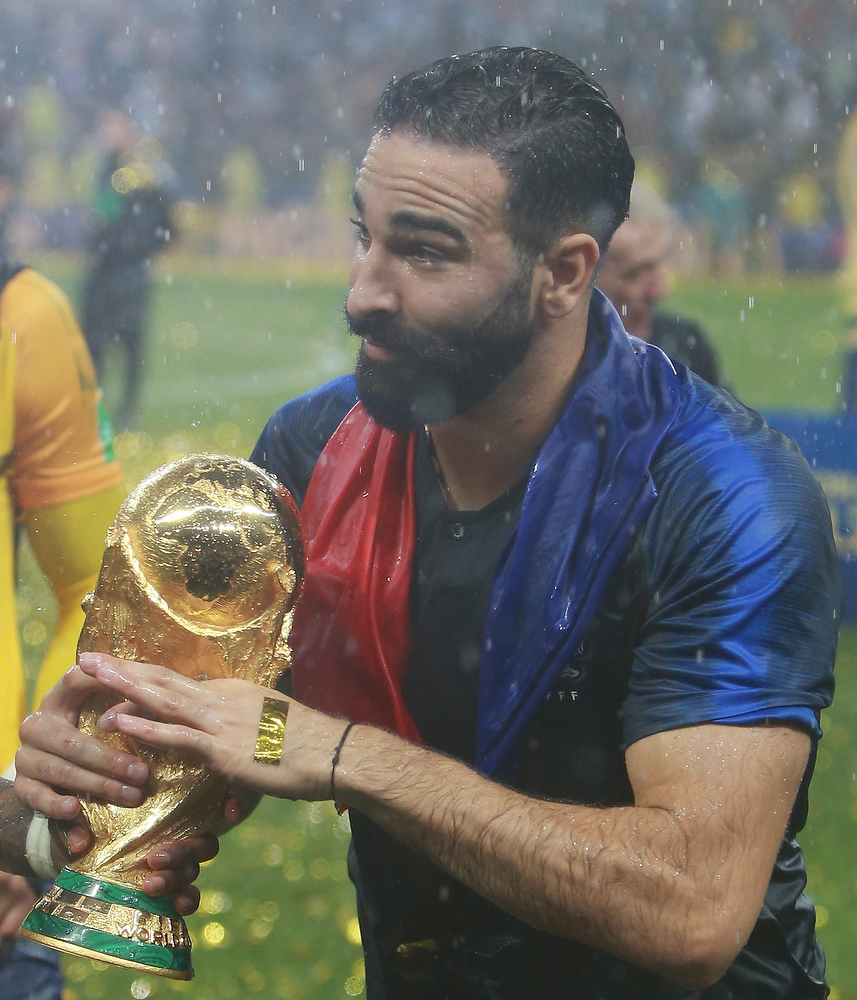
Rami mit dem WM-Pokal (2018)

- Weltmeister: 2018
- UEFA-Europa-League-Sieger: 2016
- Französischer Meister: 2011
- Französischer Pokalsieger: 2011